# Покуття-Прибилів
Покуття-Прибилів — український волейбольний клуб із міста Тлумача на Івано-Франківщині.

## Історія
Заснований у 2005 році.
У сезоні 2020/2021 брав участь у розіграші першости серед клубів Української суперліги. За результатами регулярної прешости посів 6-те місце, що дало право брати участь у матчах на вибування (плей-офф). За їх результатами клуб фінішував на п'ятій сходинці, показавши найкращий результат в історії прикарпатського волейболу.
У вересні 2021 року клуб звернувся до Директорату ГО ФВУ з листом про припинення участі в чемпіонаті України серед чоловічих команд Суперліги та Кубку України сезону 2021—2022.

### Досягнення
- переможець Вищої ліги (2019/2020),
- переможець Першої ліги (2018/2019),
- бронзовий призер Другої ліги (2016/2017),
- бронзовий призер Вищої ліги чемпіонату Івано-Франківської области (2017/2018),
- володар Кубка Івано-Франківської области (2014/2015, 2017/2018),
- фіналіст Суперкубка Івано-Франківської области (2015).

## Люди
- Президент клубу — Володимир Когутяк
- Віцепрезидент — Петро Лисичанський
- Начальник команди — Володимир Босечко

### Тренерський штаб
- Головний тренер — Костянтин Лисейко (нар. 10.06.1989)
- Помічник тренера — Ігор Меркушев (нар. 24.02.1984)
- Другий помічник тренера — Костянтин Жилінський (нар. 7.12.1982)

### Склад
- Андрій Вінтонюк (нар. 1992)
- Юрій Вінтонюк (нар. 1990)